# キミに贈る歌
『キミに贈る歌』（キミにおくるうた）は、日本の歌手菅原紗由理の1枚目のミニ・アルバム。

## 収録曲
1. キミに贈る歌
作詞：中嶋ユキノ、菅原紗由理 作曲・編曲：Sin
TX系『JAPAN COUNTDOWN』4月度オープニング・テーマ
2. Destiny feat.FEROS
作詞：：松本一起 作曲：リスト 編曲：Sin
3. 恋
作詞：菅原紗由理 作曲・編曲：Sin
4. 強くなりたい
作詞：菅原紗由理 作曲・編曲：Sin
5. I still love you
作詞：中嶋ユキノ 作曲：浜渦正志 編曲：Sin